# Laurence Ossipow
Laurence Ossipow est une anthropologue et chercheuse en sciences sociales, spécialiste du végétarisme, de l'alimentation et du travail social. Elle est professeure à la Haute École de travail social et de la santé, à Lausanne.

## Travaux
Laurence Ossipow est ethnologue et anthropologue, elle a travaillé sur différents régimes alimentaires, le végétarisme, le végétalisme, le crudivorisme et la macrobiotique. Elle étudie les représentations qui les accompagnent ainsi que l'art de vivre qui les constitue. Ses travaux sont une référence dans son domaine.
Elle enquête de 1982 à 1997 sur ces pratiques alimentaires. Elle en tire un livre qui s'appelle La Cuisine du corps et de l'âme en 1997.

Laurence Ossipow décrit les changements qui affectent l'image et la pratique du végétarisme : 
« le végétarisme, ce n’est pas seulement exclure mais aussi inclure des produits que les omnivores ne mangent pas ou ne connaissent guère, des légumes-racines ou des fruits peu connus. À l’origine, le végétarisme était le fait des classes moyennes, aujourd’hui c’est devenu plus chic, comme on le voit avec le nombre grandissant de flexitariens, qui adhèrent en partie à ces arguments. »
Elle s'intéresse ensuite à l'adolescence et co-dirige l'ouvrage Les Miroirs de l'adolescence en 2014.

## Œuvres
- La Cuisine du corps et de l'âme, Paris, Éditions de la Maison des sciences de l'homme, 1997.
- avec Marc-Antoine Berthod, Gaëlle Aeby, Les Miroirs de l’adolescence. Anthropologie du placement juvénile, Lausanne, Antipodes, coll. « Regards anthropologiques », 2014.
- Le Végétarisme : Vers un autre art de vivre ?, Paris, Cerf/Fides, 1989.